# Don Yannias
Don Yannias (nacido en 1958) fue designado para ser el director ejecutivo de la Encyclopædia Britannica, Inc., el 4 de marzo de 1997, después de haberse convertido en un director en enero de 1996. Jugó un papel decisivo en el desarrollo de las versiones digitales (CD / DVD-ROM) y en línea de la Encyclopædia Britannica.
En 1999, Yannias fue nombrado director general de Britannica.com Inc., cuando la empresa se constituyó como una corporación separada para hacer frente a los activos digitales de la Britannica. El 19 de mayo de 2001, Yannias fue reemplazado por Ilan Yeshua, que trajo a más de 20 años de experiencia en programas educativos y publicaciones. Yannias volvió a su carrera previa en gestión de inversiones, pero permanece a bordo de la junta directiva de la Britannica.
Yannias se graduó con un MBA de la Universidad Estatal de Ohio.
- Datos: Q5293762